# NHKプラネット
株式会社NHKプラネット（エヌエイチケイプラネット）は、かつて存在した日本放送協会グループの放送番組制作会社。NPNと略されることがある。地域情報番組の制作・地域放送局のイベント支援を専門としていた。

## 概要
NHKの各地域放送局から番組制作業務を受託していた。元は、各地域ごとに作られた番組制作会社6社（全て株式会社）である。
- NHK北海道ビジョン（北海道）
- NHK東北プランニング（東北）
- NHK中部ブレーンズ（東海・北陸）
- NHKきんきメディアプラン（関西・四国）
- NHKちゅうごくソフトプラン（中国）
- NHK九州メディス（九州・沖縄）

しかし、NHKの経営改革の一環として関連会社の整理・統合が求められたことから、その一環として、地域情報番組を担っていたこれら6社を2008年4月1日に統合して発足した。旧6社の本社は「地域支社」と近畿総支社管轄の「四国支社」に分けられており、通常は社名の後に支社名を付けたものが放送におけるクレジットなどで使われている（例：NHKプラネット近畿は近畿総支社）。なお、統合前は6社それぞれにNHKと関連会社の他に各地域の自治体と企業が出資をしており、統合後も株主に名を連ねていた時期があった。

### 更なる再編
NHKでは経営改革の一環として、更に業務分野ごとに関連会社を整理することを求められている。これに伴い、2020年4月1日にNHKグループの番組制作会社でコンテンツビジネス全般も担当しているNHKエンタープライズに吸収合併された。これまで行っていた事業はNHKエンタープライズの地域支社として継続する。
NHKグループの番組制作会社は他に、報道番組やスポーツ番組を中心とするNHKグローバルメディアサービスと、教育番組を専門とするNHKエデュケーショナル等があるが、これらはNHKプラネットがNHKエンタープライズへの合併後の2022年12月1日に、中間持株会社「株式会社NHKメディアホールディングス」に経営統合され、その傘下に入っている。

## 主な制作番組

### 現在
北海道支社
- さわやか自然百景
- つながる@きたカフェ
- 北スペシャル
  - 北海道中ひざくりげ
- アナブロ

東北支社
- はぴひる!
- 東北Z
- 民謡をどうぞ
- 真打ち競演

中部支社
- ウイークエンド中部
- Good Job!会社の星
- 金とく
- Uta-Tube
- 東海北陸フレッシュ便 さらさらサラダ

近畿総支社
- バラエティー生活笑百科
- 日本の話芸 - 『上方落語の会』放送回のみ
- 関西ウィークの特別番組
- ぐるっと関西おひるまえ
- 新・ルソンの壺

中国支社
- フェイス
- 金曜スペシャル
- ひろもり

四国支社
- 俳句王国

九州支社
- ぐるっと8県 九州沖縄
- きん☆すた
- トン☆スタ
- 大相撲九州場所 前夜祭
- 熱血!オヤジバトル
- FM邦楽のひととき
- FM夕べのひととき

その他
各支社が制作するものも含む。
- NHKのど自慢
- のんびりゆったり 路線バスの旅
- きらり!えん旅
- グラン・ジュテ 私が跳んだ日
- 夏期巡回ラジオ体操
- 高専ロボコン地区大会（関東甲信越地区を除く）
- うまいッ!

### 過去
北海道支社
- ほっからんど北海道
- ほくほくテレビ
- Generation H

東北支社
- 情報パレット
- ワンダフル東北

中部支社
- 器 夢工房
- サタテン
- 情報フレッシュ便 さらさらサラダ
- 知って解決!SKEっとネット

近畿総支社
- かんさい特集
- 西方笑土

中国支社
- 百歳バンザイ!
- ふるさと発

四国支社
- 四国選択会議 - 四国支社

九州支社
- 九州沖縄スペシャル

## その他業務
- NHK大阪ホールの管理（近畿総支社）